# Capinghem
Capinghem  (ndl.: „Kampingem“) ist eine französische Gemeinde mit 2601 Einwohnern (Stand 1. Januar 2022) im Département Nord in der Region Hauts-de-France. Sie gehört zum Arrondissement Lille, zum Kanton Armentières und zum Gemeindeverband Métropole Européenne de Lille.

## Geografie
Das 1,86 km² umfassende Gemeindegebiet liegt am Nordwestrand des eng bebauten Ballungsraumes von Lille, zehn Kilometer südöstlich der Grenze zu Belgien. Nachbargemeinden von Capinghem sind Prémesques im Norden, Lomme im Osten sowie Ennetières-en-Weppes im Süden und Westen.

## Etymologie und Geschichte
Capinghem wurde im Jahr 1124 als „Campingen “ erstmals schriftlich erwähnt, es handelt sich wohl um einen Ortsnamen germanischen Ursprungs, der etwa „Wohnplatz von Campe “ oder „Wohnplatz von Campo “ bedeuten soll.
Während des Ersten Weltkriegs lag die britisch-deutsche Front ganz in der Nähe, durch die damit einhergehenden Kampfhandlungen wurde Capinghem zu 95 % zerstört.

## Bevölkerungsentwicklung
| Jahr                       | 1962 | 1968 | 1975 | 1982 | 1990 | 1999 | 2006 | 2013 | 2020 |
| Einwohner                  | 981  | 996  | 927  | 1130 | 1170 | 1524 | 1596 | 1695 | 2506 |
| Quellen: Cassini und INSEE |      |      |      |      |      |      |      |      |      |

## Sehenswürdigkeiten
- Kirche Saint-Vaast, 1928 auf den Ruinen der 1852 errichteten neogotischen Vorgängerkirche, die während des Ersten Weltkriegs zerstört worden war, wieder aufgebaut
- Wasserturm

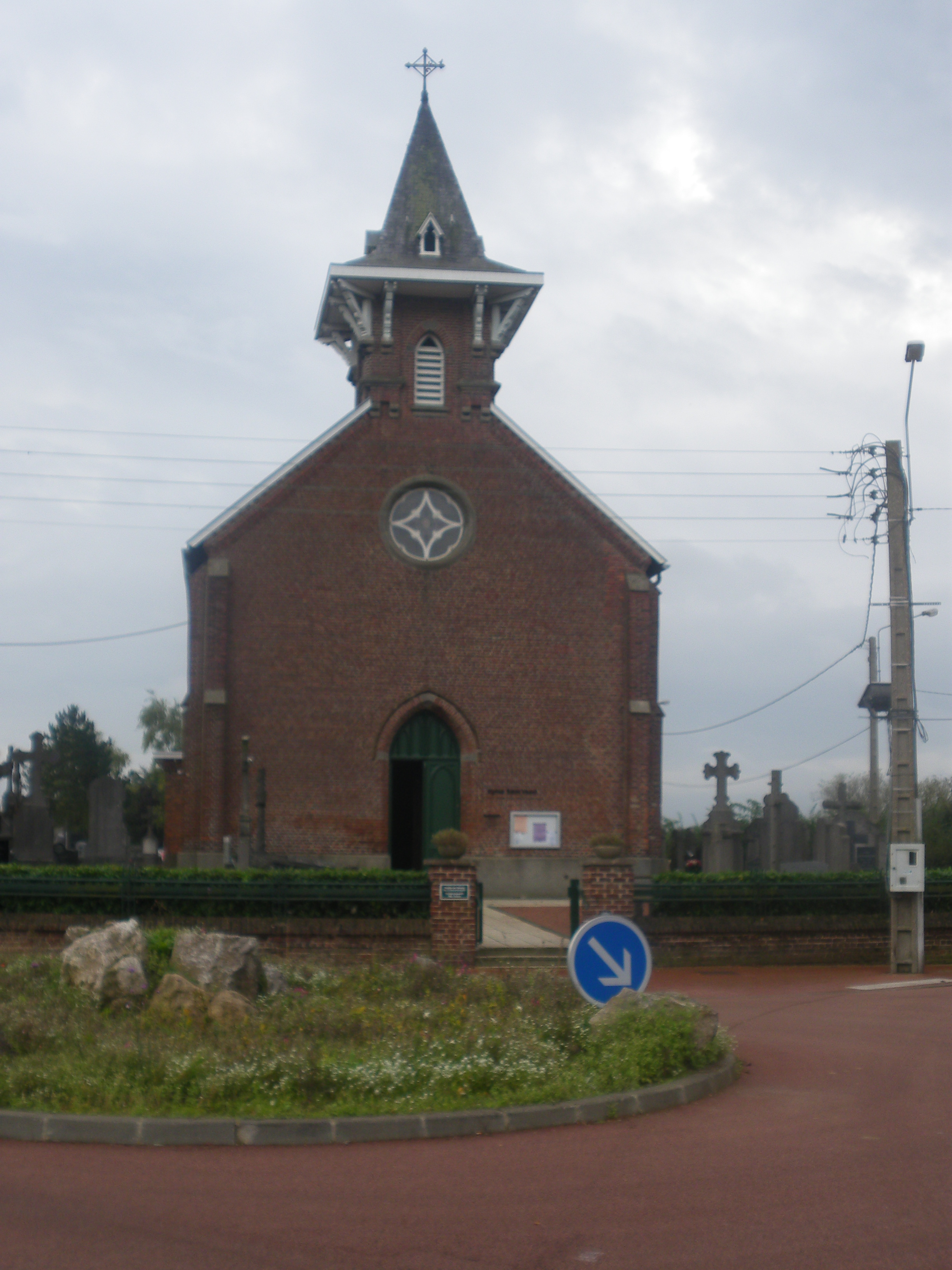
Vorderansicht der Kirche Saint-Vaast
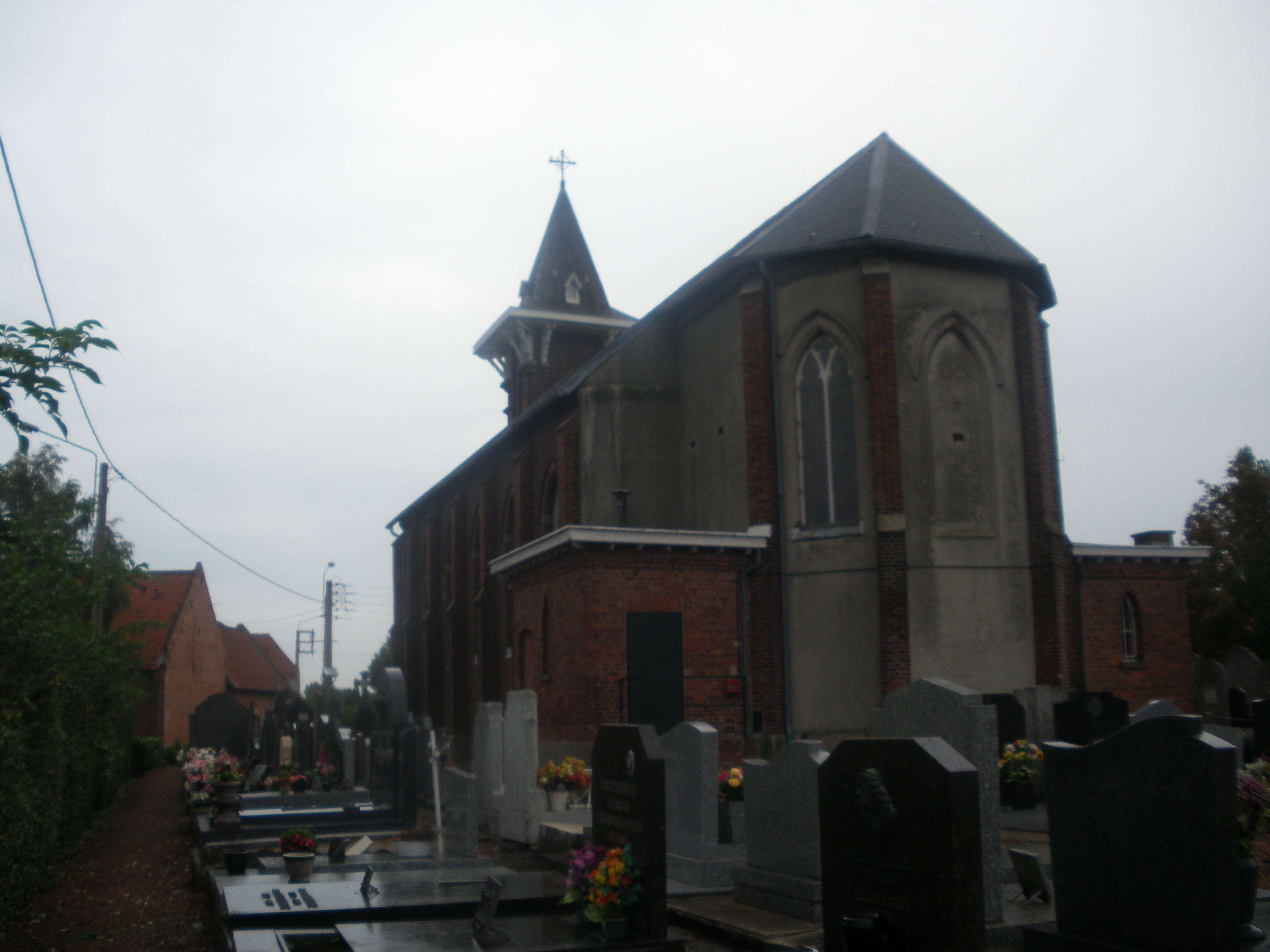
Seitenansicht der Kirche Saint-Vaast mit dem zugehörigen Friedhof
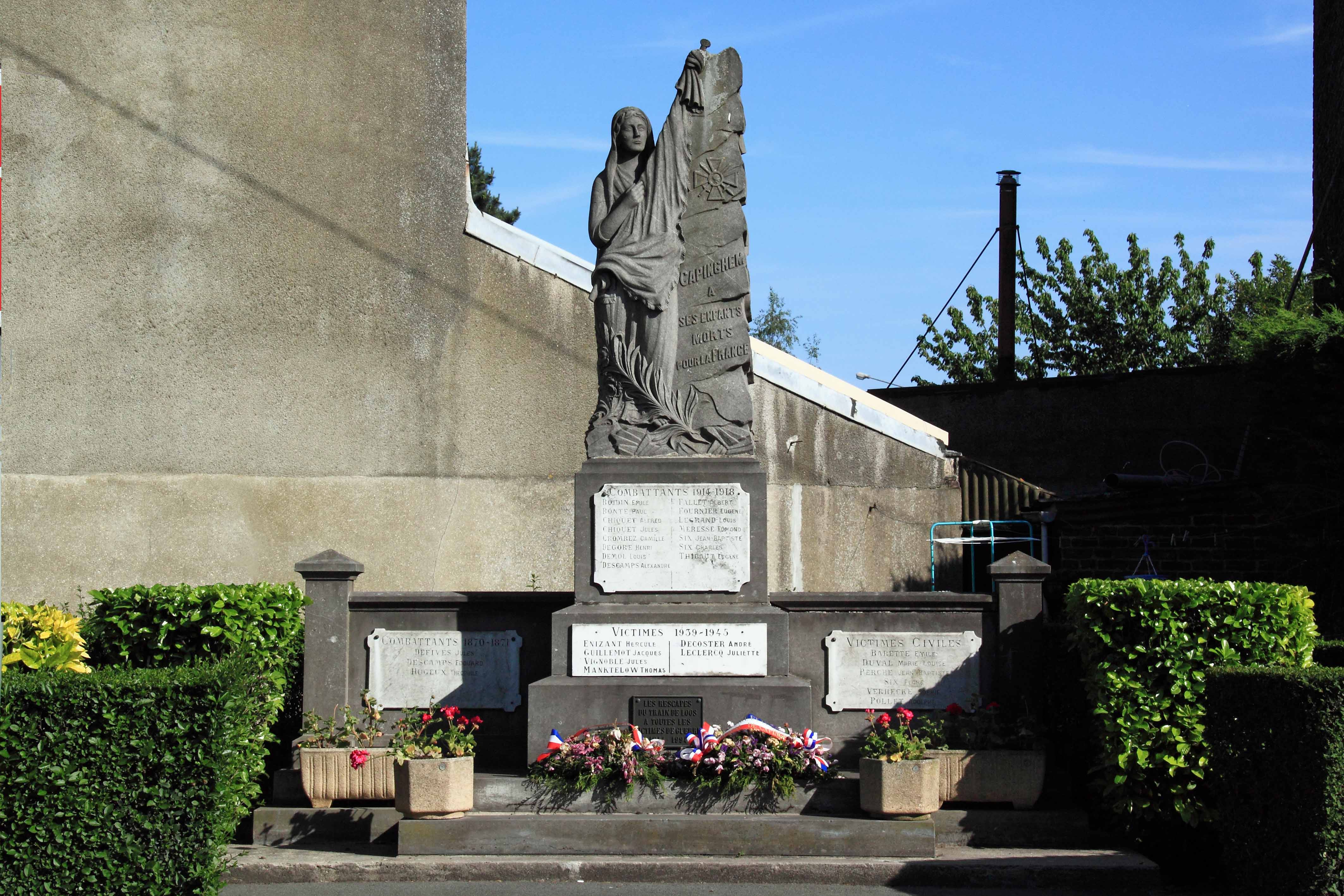
Ehrenmal für die Toten mehrerer Kriege